# 이고리 탐
이고리 예브게니예비치 탐(러시아어: И́горь Евге́ньевич Тамм, 1895년 7월 8일~1971년 4월 12일)은 소련의 물리학자, 수학자이다. 1934년 파벨 체렌코프, 일리야 프란크와 함께 체렌코프 방사선을 발견하고 입증해 1958년 노벨 물리학상을 받았다. 포논으로 명명된 소리의 준입자를 예측했고 1951년 안드레이 사하로프와 함께 토카막을 만들었다.

## 생애
그는 러시아 제국(현재의 러시아)의 블라디보스토크에서 태어났다. 1913년부터 이듬해까지 그는 에딘버러 대학교에서 공부했으며 모스크바 대학교에 입학했다. 1918년에 모스크바 대학교를 졸업했다. 1923년 5월 1일 그는 모스크바 국립 교육대학교에서 물리학을 가르치기 시작했다. 그 해에 그는 그의 첫 번째 학술적 논문인 '특수 상대성 이론에서의 이방성 안정 상태에서의 전기력'을 발표했다. 1928년에 그는 파울 에렌페스트와 함께 레이던 대학교에서 몇 달 동안 일하게 되었다.
1932년 그는 논문을 통해 표면 준위의 개념을 제안했다. 이 개념은 MOSFET에 굉장히 중요한 개념이다. 1945년에 그는 다체 문제를 근사적으로 해결할 수 있는 방법을 개발했다. 시드니 댄코프도 1950년에 독립적으로 그 방법을 개발해 냈기에 '탐-댄코프 근삿값'으로 불린다.
1958년에는 체렌코프 효과의 발견으로 파벨 체렌코프, 일리야 프랑크와 함께 노벨 물리학상을 수상했다. 1951년에 그는 안드레이 사하로프와 함께 도넛 모양의 원자로에 기초한 토카막을 고안하여 핵융합 기술 발전에 혁혁한 공헌을 했다. 1971년 모스크바에서 사망했으며 달의 충돌구 가운데 하나는 그의 이름을 따서 탐(Tamm)으로 명명되었다.